# Träipen

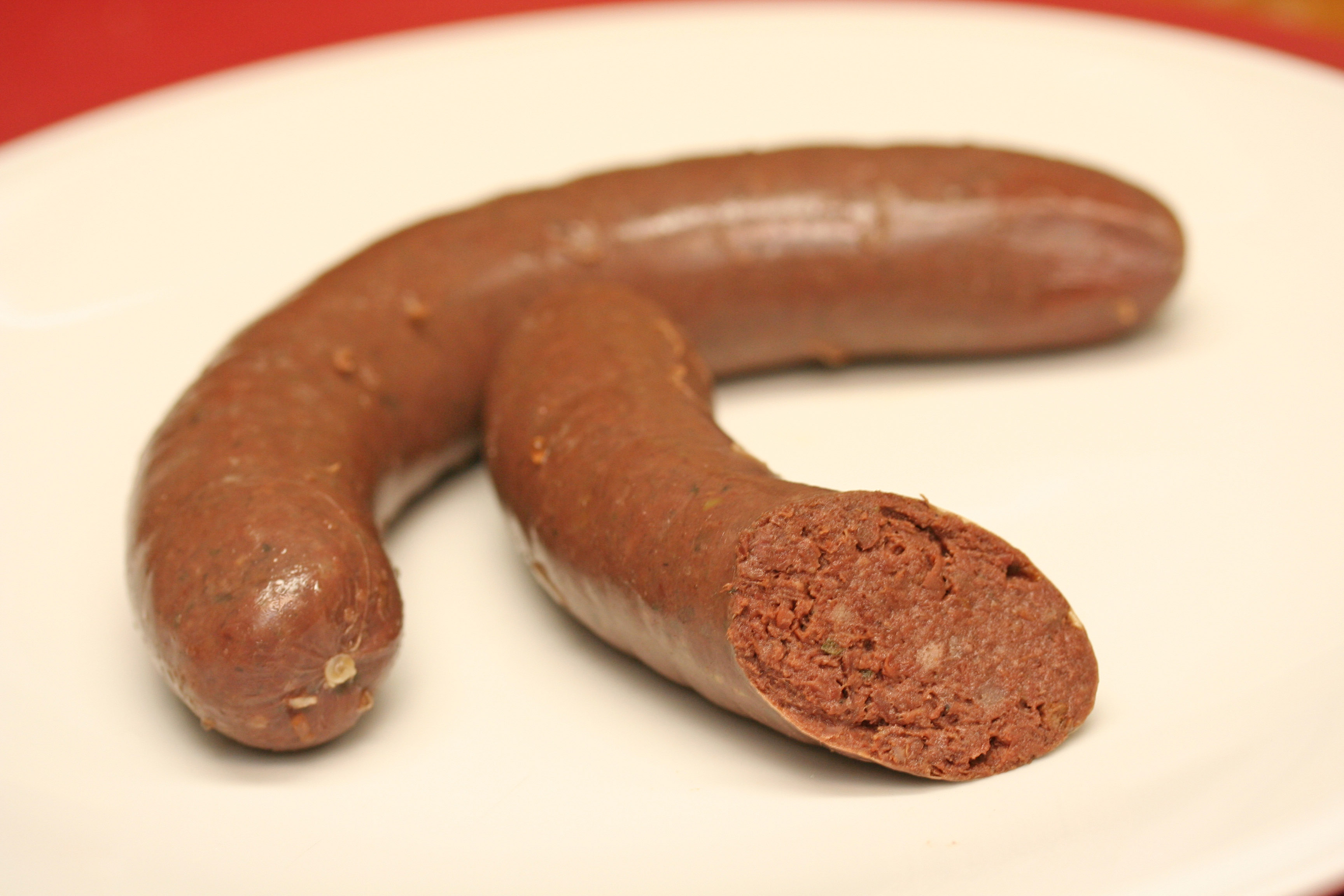
Träipen

Träipen, de vegades treipen, és a Luxemburg una variant de la botifarra negra. Les salsitxes es preparen tradicionalment de cap de porc -o menuts i d'altres trossos de carn de porc-, greix, pell i sang. Altres ingredients poden incloure col verda, ceba, mel i alguna espècie com el comí.
Hi ha moltes variants de receptes locals per a la seva preparació, però, bàsicament consta de la carn i la pell que són bullides amb sal, i després picades i mesclades amb col verda finament molta. La sang fresca s'afegeix junt amb pa ratllat i la barreja es posa en budells d'intestí. Les salsitxes són després bullides durant 15 minuts en una paella gran fins que estan cuites.
La preparació en general de les träipen es fregeixen en una paella i se serveixen amb salsa de poma. Són especialment populars als Buergbrennen celebracions del primer diumenge de quaresma.